# Euvola turtoni
Euvola turtoni is een tweekleppigensoort uit de familie van de Pectinidae. De wetenschappelijke naam van de soort is voor het eerst geldig gepubliceerd in 1890 door Smith.